# Kreativno preduzetništvo

## Definicija kreativnog preduzetništva
Preduzetništvo se razvilo između XII i XV veka. Do početka XX veka termin preduzetništvo se nije značajnije upotrebljavao. Sa pojavom političkih promena i socijalnih
i društvenih previranja, preduzetništvo počinje da igra značajniju ulogu u ljudskom društvu.
Pojam kreativnog preduzetništva se pojavljuje kasnije. Kreativno preduzetništvo je biznis u oblasti kreativnih industija. Primer kreativnog preduzetnika je
Ričard Brenson. Kreativni preduzetnici rade drugačije biznis od običnih preduzetnika. Oni su motivisani kreativnim idejama, a ne finansijskim nagradama.

## Kreativni preduzetnik
Šta je kreativni preduzetnik?
Preduzetnik se definiše kao osoba koja započinje biznis koji nudi kupcima nešto što im je potrebno, uzimajući finansijski rizik da će
ovaj posao da ostvari profit. U slučaju kreativnog preduzetništva, to je nešto što je kupcima potrebno kao "rezultat njihove mašte i originalnog razmišljanja".
Na primer, to je: modna linija, digitalno izdavaštvo, zbirka nameštaja, reklamna kampanja, tv serija, jutjub muzika, produkcija u pozorištu, zgrada, film i mnogi
drugi kreativni primeri...

## Razlika između kreativnosti i inovativnosti
Kreativnost predstavlja osnovu inovativnosti, "mentalnu fazu". Inovativnost je aktivnost koja dovodi do stvaranja nečega na sasvim nov način.
Inovaciona strategija država članica OECD-a se zasniva na 5 prioriteta:
1. stanovništvo treba osposobljavati za inoviranje,
2. ne ograničavati inovativnost u firmama,
3. treba stvarati i primenjivati znanje,
4. primenjivati inovacije na način da su u funkciji globalnih društvenih izazova,
5. poboljšati upravljanje inovacijama i meriti politiku inoviranja.

## Literatura
- Ivković, Vesna (2016). Kreativno preduzetništvo - znanje za preduzetničko poslovanje (2nd изд.). Belgrade: CreateSpace Independent Publishing Platform. ISBN 9788680610023. Приступљено 20. 11. 2018.